# Julio Luna
Julio César Luna Fermín (Maturín, 7 gennaio 1973) è un sollevatore venezuelano. Ha rappresentato il Venezuela a quattro edizioni consecutive dei Giochi olimpici estivi di Barcellona 1992, Atlanta 1996, Sydney 2000 e Sydney 2000. A quest'ultima edizione fu alfiere durante la cerimonia d'apertura. 

## Palmarès
- Giochi panamericani

L'Avana 1991: argento;
Mar del Plata 1995: oro;
Winnipeg 1999: bronzo;
Santo Domingo 2003: oro;
Rio de Janeiro 2007: argento;
- Giochi centramericani e caraibici

Cartagena de Indias 2006: argento nei -106 kg;